# Aveta
Dans la religion gallo-romaine, Dea Aveta était une déesse mère, associé à la source de Trèves dans ce qui est aujourd'hui l'Allemagne. 

## Découvertes archéologiques
Aveta est connu principalement par des figurines d'argile trouvées à Toulon-sur-Allier et aussi à Trèves. Ces figurines montrent la déesse avec un enfant à la mamelle, des petits chiens, ou des paniers de fruits. Il y avait un temple dédié à Aveta dans le complexe Altbachtal à Trèves. Son nom est aussi connu par des inscriptions en Suisse et en Côte-d'Or.

### Pages connexes
- Religion celtique